# Secondo Pia

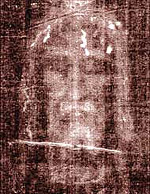
Negativo del Sudario de Turín.

Secondo Pia (1855-1941) fue un abogado y fotógrafo aficionado italiano. Es conocido por tomar las primeras fotografías de la Sábana Santa de Turín el 28 de mayo de 1898.
Nació en Asti, en el Piamonte. Aunque era abogado, estaba muy interesado en el arte y en la ciencia, sobre todo en la fotografía. En la década de 1890 fue concejal y miembro de la Asociación de fotógrafos aficionados de Turín. Llegó a ser un fotógrafo muy conocido en esa ciudad y muchas de sus fotografías ahora forman parte de la colección histórica del Museo del Cine de Turín. También se puede considerar un pionero en el campo de la fotografía por el uso de bombillas eléctricas en la década de 1890, dado que las bombillas a finales del siglo XIX aún eran un invento muy reciente (su invención se produjo en 1879).

## El fotógrafo accidental
Fue por accidente que Secondo Pia dio involuntariamente el primer paso en el campo de la sindonología moderna (el estudio formal del sudario de Turín). En 1898 la ciudad de Turín celebraba el 400° aniversario de la Catedral de Turín junto con el 50° aniversario de la constitución italiana de Statuto Albertino de 1848 a favor de la Casa de Saboya. Como parte de la celebración, se planeó una exposición de arte sacro. Dado que una exhibición pública del sudario habría requerido el permiso del rey Umberto I de Italia, que era su propiedad, se hicieron planes para que dos artistas pintaran réplicas realistas del sudario para ser usados en su lugar. Estas pinturas fueron hechas, pero nunca fueron usadas como parte de la exposición.
El jefe de la Comisión Sábana Santa, Barón Manno, pidió al rey una exposición pública y también pidió el derecho de fotografiar el sudario con la ayuda de Secondo Pia para promover la exposición. El rey aprobó la exhibición pública del sudario para la exposición y más tarde también permitió que fuera fotografiada. En ese momento la Casa de Saboya tenía su sede en Turín y el sudario ya estaba en Turín ya que pertenecía al rey. Nadie sabía todavía que la imagen inversa más clara existía en el sudario, ya que la débil imagen de la cara en el sudario no se puede observar o reconocer claramente a simple vista.
Secondo Pia fue nombrado fotógrafo oficial para la exposición en una fecha tardía. La exposición de ocho días estaba a punto de comenzar, y era demasiado tarde para que su fotografía propuesta forme parte de la campaña promocional. Sin embargo, aprovechó para tomar la primera fotografía del sudario.
La famosa fotografía
El 25 de mayo de 1898, después de la ceremonia de inauguración y durante el cierre del mediodía de la exposición, Pia estableció equipos en la Catedral de Turín. Otras dos personas, el padre Sanno Salaro y el jefe de seguridad de la catedral, el teniente Felice Fino, también estuvieron presentes y participaron en la fotografía. Fue una de las primeras veces que se utilizó una bombilla eléctrica para tomar una fotografía.
La logística de organizar la sesión fotográfica y el equipo requerido fueron un reto para Pia, pero logró montar dos lámparas eléctricas de unas 1000 candelas cada una. Como no había electricidad en la catedral, Pia montó un generador portátil. Logró hacer algunas exposiciones en el calor resultante antes de que la sesión fuera interrumpida por la apertura de las puertas de la catedral después del cierre del mediodía. Los resultados de esta sesión no tuvieron éxito una vez que se desarrollaron las placas.
Tres días después, en la noche del 28 de mayo, Pia regresó para una segunda sesión alrededor de las 9:30 pm y tomó algunas exposiciones más. Con base en su experiencia del 25 de mayo, varió los tiempos de exposición y la iluminación. Alrededor de la medianoche los tres hombres regresaron para desarrollar las placas. Pia dijo más tarde que casi cayó y roto la placa fotográfica en el cuarto oscuro por el choque de lo que apareció en él: la placa invertido mostraba la imagen positiva de un hombre y una cara en un detalle que no se podía ver a simple vista.

## Acontecimientos en curso
La fotografía de Secondo Pia fue tomada demasiado tarde para ser incluida en el cartel. La imagen en el cartel incluye un rostro pintado, no obtenido de la fotografía de Pia.
El 2 de junio de 1898 terminó la exposición y el sudario fue devuelto a su ataúd en la capilla real. El diario Il Cittadino de Génova informó de la fotografía de Pia el 13 de junio, y un día después la historia apareció en el diario nacional Corriere Nazionale. El 15 de junio el periódico vaticano Osservatore Romano cubrió la historia.
Los siguientes años presenciaron una serie de debates sobre la fotografía de Pia, con varias sugerencias de origen sobrenatural versus acusaciones de errores en su obra, su doctorado en las fotografías, etc. Mientras tanto, el rey Umberto I de Italia, cuyo permiso fue fundamental para la fotografía de Pia, fue asesinado en julio de 1900 y no vio la historia completa desarrollarse.
Algo de apoyo definido a Secondo Pia llegó finalmente en 1931 cuando un fotógrafo profesional, Giuseppe Enrie, también fotografió el sudario y sus hallazgos apoyaron a Pia. Cuando se exhibió por primera vez la fotografía de Enrie, Secondo Pia, entonces en sus setenta, estaba entre los presentes para ser vistos. Pia habría respirado un profundo suspiro de alivio cuando vio la fotografía de Enrie.
Las discusiones y debates científicos y religiosos sobre los orígenes de la imagen que Pia fotografió continuó. En el frente religioso, en 1939 la imagen negativa de Pia fue utilizada por la Hermana María Pierina De Micheli, una monja en Milán, para acuñar la medalla de la Santa Face, como parte de la devoción católica a la Santa Faz de Jesús. El Papa Pío XII aprobó la devoción y la medalla y en 1958 declaró la Fiesta de la Santa Cara de Jesús como Martes de Shrove (el martes ante el Miércoles de Ceniza) para todos los católicos romanos. Con motivo del centenario de la primera fotografía de Secondo Pia, el 24 de mayo de 1998, el Papa Juan Pablo II visitó la Catedral de Turín. En su discurso de ese día, dijo, "la Sábana Santa es una imagen del amor de Dios, así como del pecado humano", y llamó al sudario "un icono del sufrimiento de los inocentes en todas las épocas".
En el frente científico, en 2004 la revista óptica del Instituto de Física de Londres publicó un artículo revisado sobre nuevas técnicas de imagen aplicadas al sudario durante su restauración en 2002. El debate científico sobre la imagen y el sudario continúa con conferencias internacionales.
Notas